# Henryk Rynkowski
Henryk Rynkowski – inżynier, burmistrz miasta Głowna w okresie międzywojennym, pełnił tę funkcję w latach 1926–1935 (II RP) oraz ponownie wybrany w 1939. Burmistrzem miasta był także od wyzwolenia Głowna w styczniu 1945 do kwietnia 1945.
W efekcie jego działań jako burmistrza miasta, Głowno odnotowało znaczny rozwój gospodarczy i terytorialny. Był autorem pierwszego planu Głowna oraz projektu elektrowni wodnej (inwestycja nie została jednak zrealizowana z powodu wybuchu II wojny światowej). W wyniku jego osobistych starań w 1928 r. powstała w Głownie, zbudowana z funduszy państwowych, Szkoła Podstawowa nr 1 im. Marszałka Józefa Piłsudskiego.
W czasie okupacji hitlerowskiej Henryk Rynkowski był żołnierzem AK o ps. „Kalif”. Za swą działalność podczas wojny uhonorowany krzyżem Virtuti Militari V klasy.
W kwietniu 1945 aresztowany przez Urząd Bezpieczeństwa i oskarżony o przynależność do podziemnej organizacji "Wolność i Niezawisłość" (WiN). Po wielu miesiącach ciężkich przesłuchań i rozprawie w Sądzie Wojskowym z braku dowodów został uwolniony.
W latach 1940–1949 był prezesem spółdzielni spożywców „Nadzieja” w Głownie.
W uznaniu zasług dla rozwoju Głowna, jednej z głównych ulic miasta nadano jego imię.